# Dawn of the Dead
Dawn of the Dead (bra: Despertar dos Mortos ou O Despertar dos Mortos; prt: Zombie - O Regresso dos Mortos-Vivos) é um filme ítalo-estadunidense de 1978, dos gêneros terror, suspense, drama e ficção científica, dirigido por George A. Romero, com roteiro de Dario Argento e do próprio Romero.
É o segundo filme de Romero na série Living Dead, mas não contém nenhum dos personagens ou cenários do filme de 1968. Dawn of the Dead mostra em uma escala maior a histeria em massa causada por uma repentina reanimação dos mortos que se alimentam de carne humana. O elenco é composto por David Emge, Ken Foree, Scott Reiniger, e Gaylen Ross como sobreviventes de uma epidemia que barricaram-se dentro de um shopping.
Dawn of the Dead foi gravado em quatro meses, do final de 1977 até o começo de 1978, nas cidades da Pensilvânia, Pittsburgh e Monroeville; a sua primeira localização de filmagem foi o shopping de Monroeville. O filme foi feito com um orçamento estimado de 1.36€ milhão e foi um sucesso para o seu tempo, arrecadando aproximadamente 50.01€ milhões no mundo inteiro. Desde que estreou nos cinemas em 1978, e apesar da violência gráfica extrema, análises do filme foram positivas.
Em adição às quatro sequências oficiais, o filme gerou diversas paródias e referências da cultura pop. Um refilmagem foi exibida nos Estados Unidos em 19 de março de 2004. Foi categorizado como uma "reimaginação" do conceito do filme original.[carece de fontes?] Em 2008, Dawn of the Dead foi escolhido pela revista Empire como um dos 500 melhores filmes de todos os tempos, juntamente com Night of the Living Dead.

## Sinopse
Durante um ataque mundial de zumbis, um grupo de pessoas se refugia num shopping center e usa as mercadorias como armas.

## Elenco principal
- David Emge como Stephen "Flyboy" Andrews
- Ken Foree como Peter Washington
- Scott Reiniger como Roger "Trooper" DeMarco
- Gaylen Ross como Francine Parker
- Dave Crawford como Dr. James Foster
- David Early como Mr. Sidney Berman
- Richard France como Dr. Millard Rausch, Scientista
- Howard Smith como Comentador de TV
- Daniel Dietrich como Mr. Dan Givens
- Fred Baker como Comandante da Polícia
- Jim Baffico as Wooley, policial da SWAT maníaco
- Rod Stoufer as Rod Tucker, policial novato da SWAT no telhado
- Jese del Gre como um pastor velho
- Tom Savini como Blades, líder da gangue de motoqueiros

## Produção

### Desenvolvimento
A história de Dawn of the Dead começou em 1974, quando George A. Romero foi convidado pelo seu amigo Mark Mason da Companhia de Desenvolvimento de Oxford que ele conheceu através de um conhecido. Depois de mostrar a Romero as partes escondidas do shopping, durante o qual, Romero notou a felicidade dos consumidores, Mason brincando sugeriu que alguém seria capaz de sobreviver no shopping caso uma emergência ocorresse. Com essa inspiração, Romero começou a escrever o roteiro do filme.
Romero e o seu produtor, Richard P. Rubinstein, foram incapazes de encontrar algum investidor doméstico para o novo projeto. Por acaso, a informação de uma sequência chegou até o diretor de terror italiano Dario Argento. Fã da franquia, Argento estava ansioso em ajudar, e logo ajudou a garantir o financiamento em troca dos direitos de distribuição internacional. Argento chamou Romero a Roma para que ele pudesse ter uma troca de cenário durante a escrita do roteiro, e também para que ambos pudessem discutir desenvolvimentos na história. Romero foi capaz de assegurar a disponibilidade do shopping Monroeville, assim como financiamento adicional através de suas conexões com os donos do shopping na Oxford Development.

### Filmagem
A filmagem para Dawn of the Living Dead (o título que foi dado na época das filmagens) começou em 13 de novembro de 1977 no shopping de Monroeville em Monroville, Pensilvânia. O uso de um verdadeiro shopping na época de natal causou inúmeros problemas com o tempo. A filmagem começava de noite assim que o shopping fechava, começando a partir das 11 horas da noite até as 9 da manhã, quando a música automática começava. Quando dezembro chegou, a produção decidiu remover e recolocar as decorações de natal, uma tarefa que demandava muito tempo. A filmagem parou durante as três últimas semanas do ano para evitar os possíveis erros de continuidade e tempo de filmagem perdido. As filmagens retornariam em 3 de Janeiro de 1978. Durante o recesso na filmagem, Romero usou a oportunidade para começar a edição da filmagem já existente.
As cenas no aeroporto foram filmadas no Harold W. Brown Memorial Airfield, em Monroeville, um aeroporto a 3 quilômetros de distância do shopping. As cenas dos esconderijos do grupo do shopping foram gravadas no set da companhia de Romero na época, "The Latent Image".

### Final alternativo
De acordo com o roteiro original, Peter e Francine eram para se matarem, Peter, atirando em si mesmo e Francine colocando a sua cabeça nas hélices do helicóptero. Os créditos finais iriam ser exibidos sobre a filmagem das hélices do helicóptero girando até que o motor parasse, implicando que os dois não teriam ido muito longe mesmo se eles tivessem escolhido escapar. Foi decidido durante a produção que o final do filme seria alterado.